# Ľudovít Jendreják
Ľudovít Jendreják (* 28. května 1929, Veľká pri Poprade – † 1. října 2017, Bratislava) byl slovenský architekt a pedagog.

## Život
Mezi lety 1950 - 1955 studoval na Fakultě architektury SVŠT v Bratislavě. Od roku 1955 působil jako projektant a později jako vedoucí ateliéru v bratislavském Stavoprojektu. Po roce 1968 byl zaměstnancem Združených ateliérov a Štátneho projektovo-technického ústavu (ŠPTÚ), kde samostatně a s kolektivem realizoval vícero významných staveb. Od roku 1990 vedl v Bratislavě vlastní architektonickou praxi.
Na SVŠT působil rovněž jako pedagog.
V mladosti patřil k prvním dobrovolným členům Tatranské horské služby, působil i jako horský nosič na Téryho chatě. Byl aktivní horolezec.

## Tvorba
Je autorem nebo spoluautorem množství realizovaných staveb zejména občanské vybavenosti. V zahraničí realizoval několik objektů pro diplomatické účely ČSSR.
Výběr z projektů a realizací:
- Škola na Jelačičově ul., Bratislava, 1961
- Dom invalidov, 1958
- Študentský domov Jura Hronca, 1960 – 1967
- Budova velvyslanectví ČSSR v Pchjongjangu, Severní Korea, 1963
- Provozní budova Chemapolu, Bratislava, 1973
- Nová budova SNR, 1979
- Rezidence velvyslance, Bonn, Německo, 1976 (samostatně)
- Velvyslanectví ČSSR v Bonnu, Bonn, Německo, 1985
- Památník M. R. Štefánika a obětem I. a II. světové války, Priepasné, 1999.

## Ocenění
Ľudovít Jendreják byl oceněn titulem zasloužilý umělec. V letech 1966, 1980 a 1981 mu byla udělena Cena Dušana Jurkoviče.